# 14 Pułk Piechoty Honwedu
14 Pułk Piechoty Honwedu (HonvIR 14, HIR.14) – pułk piechoty królewsko-węgierskiej Obrony Krajowej.  
Pułk został utworzony w 1886 roku. Okręg uzupełnień – Nitra (niem. Neutra, węg. Nyitra).
Kolory pułkowe: szary (niem. schiefergrau), guziki złote. Skład narodowościowy w 1914 roku 85% – Słowacy.
Komenda pułku oraz I i III bataliony stacjonowały w Nitrze, natomiast II batalion w Levicach (węg. Léva).
W 1914 roku wszystkie bataliony walczyły na froncie wschodnim. Bataliony wchodziły w skład 74 Brygady Piechoty Honwedu należącej do 37 Dywizji Piechoty Honwedu, a ta z kolei do V Korpusu 1 Armii.

## Dowódcy pułku
- płk Lazarus Formanek (1914[3])